# وادی نطوف
وادی نطوف (انگلیسی: Wadi Natuf)، (زبان عربی: وادی الناطوف، «وادی النطوف» یا «وادی النطوف»؛ زبان عبری: נחל נטוף) یک رودخانه است (خشک‌رود (وادی) ]) در کرانه باختری، در شمال استان رام‌الله و البیره از دولت فلسطین و به اسرائیل می‌ریزد و در نهایت رودخانه آیالون را تغذیه می‌کند.
فرهنگ ناتوفی – یک فرهنگ باستان‌شناختی منطقه شام (سرزمین) – به نام وادی نامگذاری شده است. همراه با غار شوقبا نزدیک، وادی نطوف به عنوان یک یونسکو میراث جهانی در دولت فلسطین نامزد شده است.